# Раманатхан, Поннамбалам
Сэр Поннамбалам Раманатхан (там. பொன்னம்பலம் இராமநாதன், англ. Sir Ponnambalam Ramanathan, лат. Poṉṉampalam Irāmanātaṉ; 16 апреля 1851, Коломбо — 26 ноября 1930) — шри-ланский и тамильский юрист, политик и генеральный солиситор Шри-Ланки.

## Биография
Поннамбалам Раманатхан родился 16 апреля 1851 года в доме своего деда по материнской линии Арумугампиллая Кумарасвами на Си-стрит в Коломбо на юго-западе Шри-Ланки. Раманатхан был сыном чиновника Гейта Мудалияра Аруначалама Поннамбалама и Селлачи Амаи. Также у него были братья Поннамбалам Кумарасвами и Поннамбалам Аруначалам.

### Образование
Сначала Раманатхан получил образование дома, а потом поступил в Королевскую академию Коломбо в 1861 году. Затем в 1865 вместе с братом Поннамбаламом Кумарасвами поступил в Президентский колледж в Ченнаи (Индия). Закончив промежуточный курс по искусству братья перешли на дипломный курс, но из-за юношеских эксцессов они не закончили курс и были отозваны назад в Шри-Ланку.

### Брак
В 1874 году Раманатхан женился на Селлаччи Аммал, дочери Мудалияра Э. Наннитамби, на Уорд-Плейс, Коломбо. От Селлачи у Раманатхана было 5 детей — Махесан, Раджендра, Вамадевен, Шиваколунтху и Рукмини.
Позже он женился на австралийке Тирумати Лилавати Раманатан, от которой у него была дочь Шивагамисундхари.

### Карьера
Вернувшись в Шри-Ланку, с помощью своего дяди по материнской линии Мутху Кумарасвами Раманатан он стал учеником юриста под руководством Ричарда Моргана, королевского адвоката Шри-Ланки. В 1874 году Раманатхан стал адвокатом коллегии адвокатов Коломбо.
Раманатхан отвечал за редактирование юридических отчетов в течение 36 лет, а затем в течение десяти лет работал редактором официальных юридических отчетов. Но он перестал заниматься юриспруденцией в 1886 году, чтобы сосредоточиться на политике и своих интересах религиоведении и философии.
В 1879 году Раманатхан был назначен в Законодательный совет Шри-Ланки в качестве неофициального члена, представляющего тамилов, заменив своего дядю Мутху Кумарасвами. В 1880 году он основал Шри-Ланскую Национальную Ассоциацию, президентом которой он же и был, чтобы вести компанию за конституционную реформу.
Во время турне Раманатхана по Европе в 1886 году, его жена и дочь были представлены королеве Виктории и вызваны в адвокатуру внутреннего храма в Нью-Йорке.
Раманатхан был выбран в кавалеры орденов Святого Михаила и Святого Георгия в честь дня рождения в 1889 году.
В 1892 Раманатхан был назначен генеральным стряпчим Шри-Ланки. В 1903 году он стал одним из первых Шри-Ланцев, назначенных Королевским советником. в 1905 году до своей отставки в 1906 году, он отправился в турне по США, где читал лекции по индуизму и индуистской философии.
В 1907 году Раманатхан основал Национальную Ассоциацию реформ. Он оспаривал выборы в Законодательный совет 1911 года в качестве кандидата на место образованного Шри-Ланца и был избран в Законодательный совет, победив кандидата Маркуса Фернандо. Раманатхан был ответственен за освобождение сингальских лидеров, которые были арестованы после Шри-Ланских беспорядков 1915 года, отправившись в Великобританию, чтобы сделать свое дело. Он был переизбран на выборах в Законодательный совет в 1916 году, победив кандидата Юстуса Секста Виджесингхе Джаевардене.
В 1921 году Раманатхан был назначен неофициальным членом законодательного совета. Он оспаривал выборы в Законодательный совет 1924 года в качестве кандидата на место северной провинции Валикамам Север и был переизбран в Законодательный совет.
Раманатхан был рыцарем Холостяком в 1921. Он основал три колледжа на Северной Шри-Ланке — Колледж Парамешвара, колледж Джафна и колледж Раманатхан. В 1907 году он восстановил храм Шри Поннамбала Ванешвара на Морской улице в Коччикаде, основанный его отцом. Также он помог создать Совет по индуистскому образованию в 1923 году и служил его президентом и управляющим школами. Он также был президентом Тируваллувар Маха Сабай в Ченнаи. Раманатан и другие ведущие деятели основали англоязычную газету «Цейлонец» в 1913 году. Он был президентом тамильского Союза крикета и спортивного клуба с 1917 по 1930 год. Раманатхан выступал против распространения избирательных прав на людей и призывал сохранить избирательное право только для мужчин касты Веллалар.

### Смерть
Поннамбалам Раманатхан умер 26 ноября 1930 года в своем доме Сукхастан на Уорд-Плейс, Коломбо в возрасте 79 лет. Будущий премьер-министр Дон Стивен Сенанаяке описал Раманатхана как «Величайшего Шри-Ланца всех времен».

## Работы
- On Faith or Love of God (1897)
- An Eastern Exposition of the Gospel of Jesus According to St. Matthew (1898)
- An Eastern Exposition of the Gospel of Jesus According to St. John (1902)
- The Spirit of the East Contrasted with the Spirit of the West (1905)
- Culture of the Soul Among Western Nationals (1907)
- Tamil translation of Bhagavat Gheetha (1914)

## История
| Выборы                          | Избирательный округ    | Голоса | Результат |
| ------------------------------- | ---------------------- | ------ | --------- |
| Законодательный совет 1911 года | Образованный Шри-Ланец | 1645   | Выбран    |
| Законодательный совет 1916 года | Образованный Шри-Ланец | 1704   | Выбран    |
| Законодательный совет 1924 года | Валикамам Север        |        | Выбран    |